# البعجة (آيت ايمور)
البعجة هو دُوَّار يقع بجماعة السويهلة، عمالة مراكش، جهة مراكش آسفي في المملكة المغربية. ينتمي الدوّار لمشيخة آيت ايمور التي تضم 31 دوار. يقدر عدد سكانه بـ 299 نسمة حسب الإحصاء الرسمي للسكان والسكنى لسنة 2004.

## روابط خارجية
- البوابة الوطنية للجماعات الترابية
- المندوبية السامية للتخطيط